# 博凱大區
11°15′N 14°15′W / 11.250°N 14.250°W
博凱大區是畿內亞的8個大區之一，位於該國西部，首府設於博凱，北臨畿內亞比紹，東接拉貝大區和金迪亞大區，西鄰大西洋，面積31,186平方公里，1996年人口760,119。
1. ↑  . hdi.globaldatalab.org.   [2018-09-13]. （原始内容存档于2018-09-23） （英语）.